# Forêts et étangs du Perche
Forêts et étangs du Perche este o arie protejată (arie de protecție specială avifaunistică — SPA) din Franța întinsă pe o suprafață de 47.681 ha, integral pe uscat.

## Localizare
Centrul sitului Forêts et étangs du Perche este situat la coordonatele 48°34′29″N 0°49′19″E / 48.57472°N 0.82194°E.

## Înființare
Situl Forêts et étangs du Perche a fost declarat arie de protecție specială avifaunistică în baza directivei 79/409 din 1979 referitoare la conservarea păsărilor sălbatice pentru a proteja 23 de specii de animale.

## Biodiversitate
Situată în ecoregiunea atlantică, aria protejată nu include niciun habitat protejat.
La baza desemnării sitului se află mai multe specii protejate de  păsări (23): pescăruș albastru (Alcedo atthis), rață lingurar (Anas clypeata), rață pitică (Anas crecca), rață-cu-cap-castaniu (Aythya ferina), rața moțată (Aythya fuligula), caprimulg (Caprimulgus europaeus), barză neagră (Ciconia nigra), erete vânăt (Circus cyaneus), ciocănitoarea de stejar (Dendrocopos medius), ciocănitoare neagră (Dryocopus martius), șoim de iarnă (Falco columbarius), cocor (Grus grus), sfrâncioc roșiatic (Lanius collurio), ciocârlie de pădure (Lullula arborea), ferestrașul mare (Mergus merganser), vultur pescar (Pandion haliaetus), viespar (Pernis apivorus), ciocănitoare verzuie (Picus canus), ploier auriu (Pluvialis apricaria), corcodel mare (Podiceps cristatus), corcodel-cu-gât-negru (Podiceps nigricollis), cristei de baltă (Rallus aquaticus), sitar de pădure (Scolopax rusticola).
Pe lângă speciile protejate, pe teritoriul sitului au mai fost identificate 1 specie de păsări.